# Miesenbach bei Birkfeld
Miesenbach bei Birkfeld là một đô thị thuộc huyện Weiz thuộc bang Steiermark, nước Áo. Đô thị Miesenbach bei Birkfeld có diện tích 14,62 km², dân số thời điểm cuối năm 2005 là 737 người.